# Toucheng
Le canton de Toucheng (chinois: 頭城鎮; pinyin: Tóuchéng Zhèn) est un canton urbain de la côte nord de Taiwan. Il est administré comme une partie du comté de Yilan, province de la République de Chine. Les îles Diaoyu sont attachées au canton de Toucheng par la République de Chine.

## Géographie
- Superficie : 100,89 km2
- Population: 31 517 personnes (2008).